# Bíper

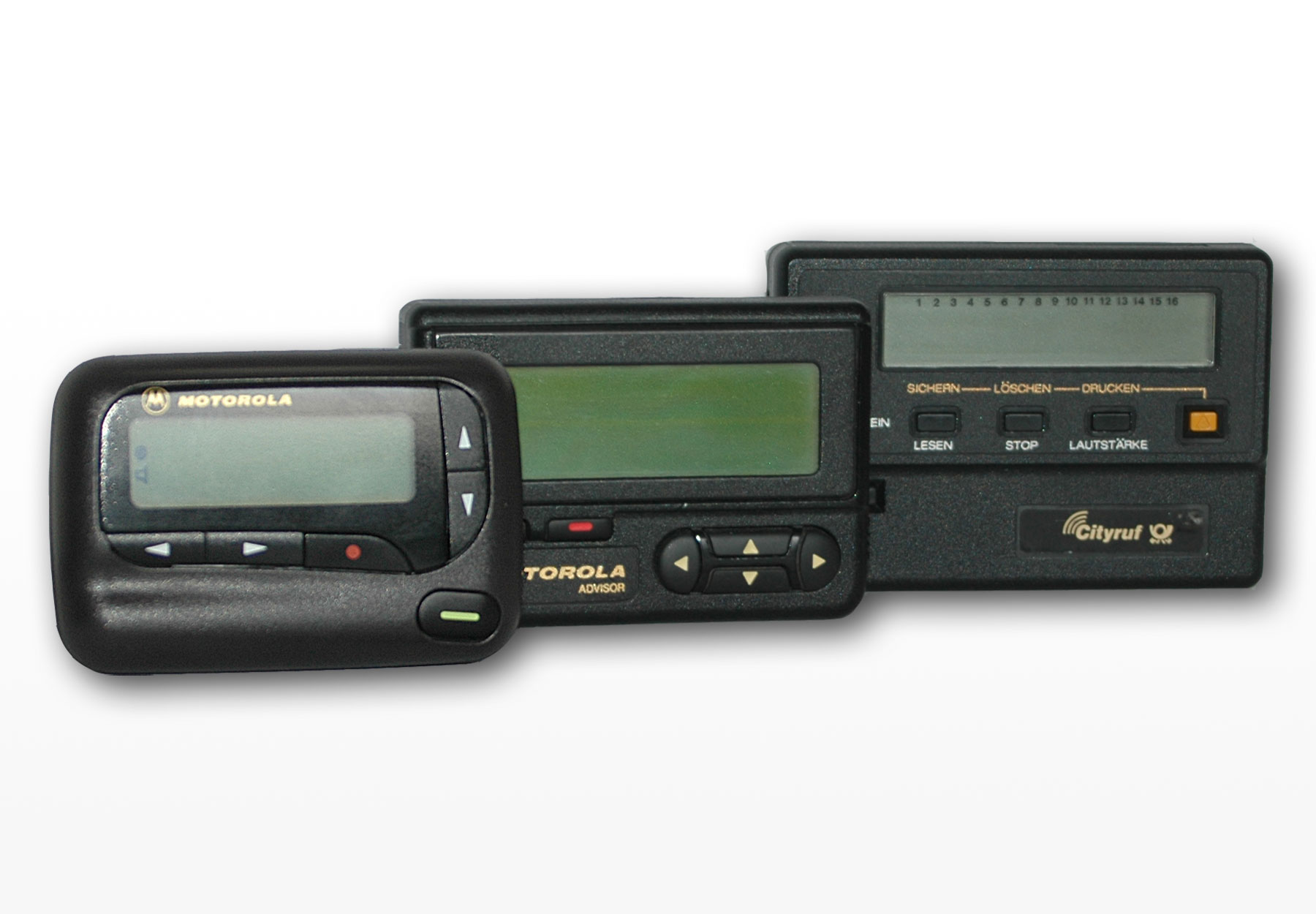
Mensáfonos o buscapersonas.

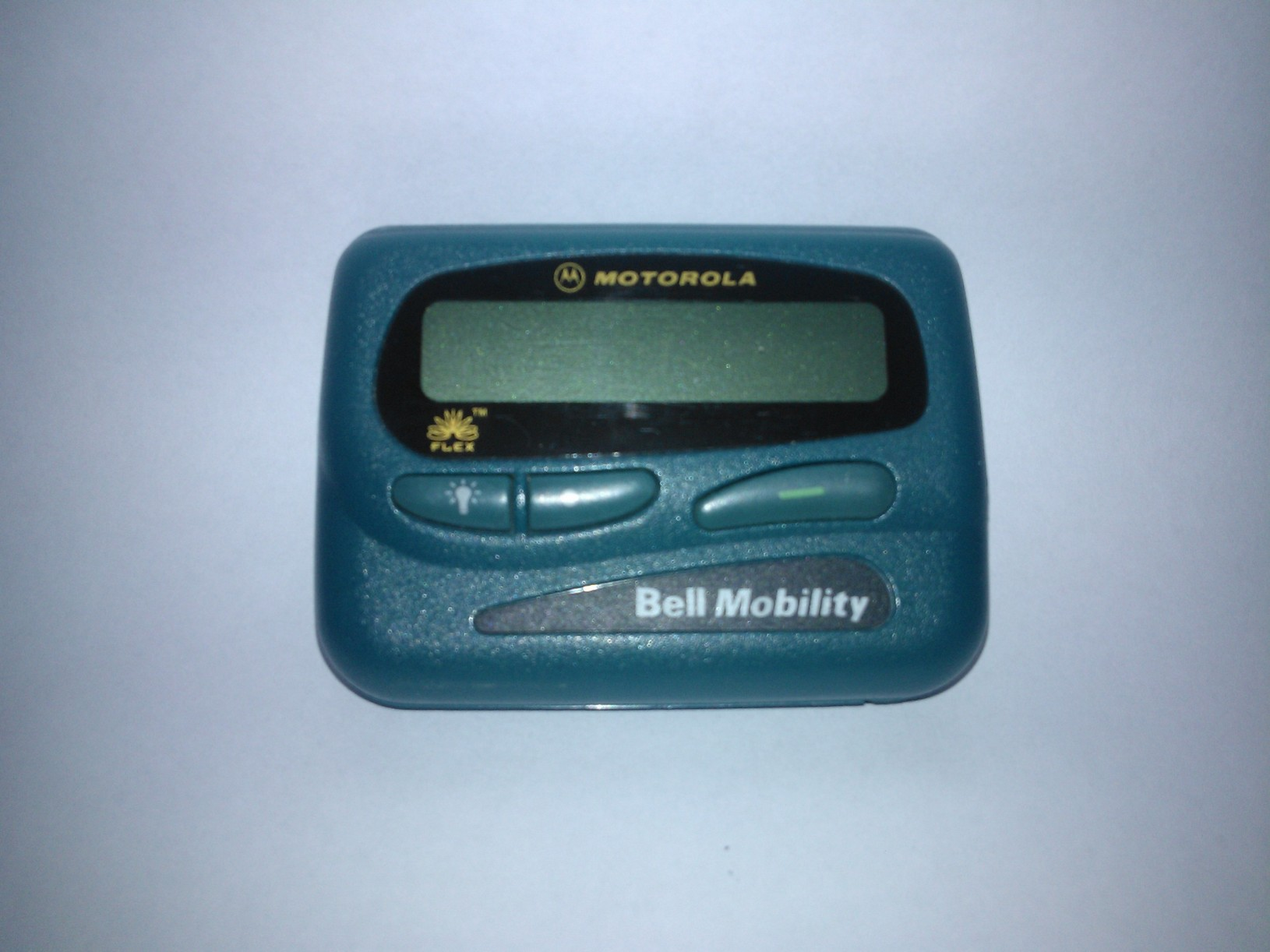
Mensáfono o buscapersonas numérico de marca Motorola.

El bíper o busca —también llamado buscapersonas, mensáfono, radiobúsqueda, radiomensajería o localizador— es un dispositivo de telecomunicaciones inalámbrico que recibe mensajes cortos. Además incluye una pantalla de cristal líquido, una circuitería, una alerta vibratoria y/o sonora y botones de control.
Fue popular durante los años 90, cuando coexistían con los teléfonos móviles analógicos (incapaces de enviar y recibir mensajes de texto). Con el auge de los SMS en los primeros teléfonos móviles digitales a comienzos de la siguiente década, el busca quedó obsoleto.
Estos aparatos utilizan señales de radio para enlazar un centro de control de llamadas con el destinatario, lo cual los hacía más seguros que las redes de telefonía móvil, sobre todo a la hora de enviar mensajes a zonas sin cobertura, ya sea a causa de interferencias, por las «sombras» producidas por los accidentes geográficos o por hallarse en el interior de edificios.
Por ejemplo, un mensáfono unidireccional solo recibe mensajes numéricos, como por ejemplo el número de un teléfono con el que se espera que el usuario contacte. Hay otros modelos que pueden recibir mensajes alfanuméricos, así como mensáfonos bidireccionales que tienen la capacidad de enviar y recibir correo electrónico, páginas numéricas y servicio de mensajes cortos.

## Historia
El antecesor más antiguo del mensáfono o buscapersonas es un dispositivo creado en 1921 para el Departamento de Policía de Detroit, pero no sería sino en 1949 cuando fue inventado y patentado el primer buscapersonas o mensáfono telefónico por el inventor Al Gross y sus primeros equipos fueron usados por el Hospital Judío de Nueva York. También fue desarrollado un aparato similar por la empresa inglesa Multitone Electronics en 1956 para el Hospital de Saint Thomas de Londres con la función de alertar a los doctores de los servicios de urgencia. Sin embargo, no sería hasta 1958 cuando el ente regulador de las comunicaciones en Estados Unidos, Comisión Federal de Comunicaciones (FCC), aprobó su uso para el público. El término pager comenzó a usarse en Estados Unidos cuando la empresa Motorola presentó un producto de telecomunicaciones personal al cual denominó de ese modo. El primero de estos dispositivos exitosos en el territorio estadounidense fue el Pageboy I introducido por esta empresa en 1974, aunque carecía de pantalla y almacenamiento de mensajes. Años después, los fabricantes adoptaron el término en inglés de beeper como onomatopeya por el sonido (bip) que hacían al recibir un mensaje.
La FCC aprobó dos bandas de frecuencias para la operación de los mensáfonos: 152,0075 y 157,450 MHz. En cambio, en algunos países latinoamericanos como Ecuador y Venezuela se aprobó el uso de las bandas de 470 a 472 MHz y 482 a 488 MHz para el servicio unidireccional de buscapersonas y las bandas de 901-902 MHz, 929-932 MHz y 940-941 MHz para el servicio en una y dos direcciones.

## Auge
Estos dispositivos alcanzaron una notable popularidad en los años 1990, cuando se inició el uso de los teléfonos móviles, los cuales al principio solo ofrecían servicio de voz. Los buscas fueron muy populares debido a su coste bajo, en comparación con el alto precio de los teléfonos móviles, reservados casi exclusivamente para ejecutivos o funcionarios gubernamentales, además del gasto elevado que suponía realizar una llamada a teléfonos, en comparación con las llamadas a las empresas de localizadores, que resultaba una opción más económica, aunque limitada. Los modelos de localizadores fueron evolucionando y así algunos permitían grabar los números de teléfono, de tal forma que al recibir la llamada, el usuario fácilmente supiera quién llamaba, y posteriormente permitían enviar texto a otros localizadores.
Los protocolos más comunes de mensáfonos son TAP, FLEX, ReFLEX, POCSAG, Golay, ERMES y NTT. Los dispositivos rápidos usan Two-tone y 5/6-tone.

## Declive

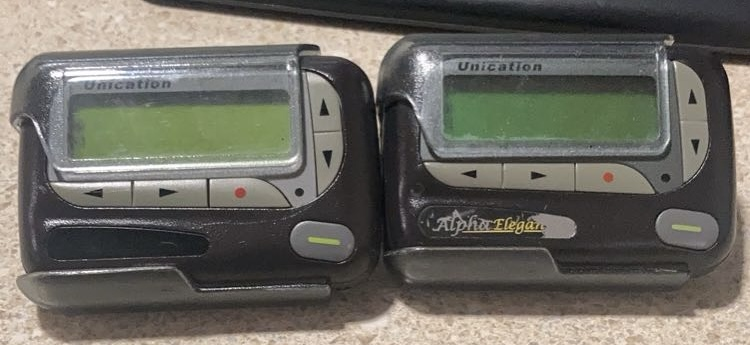
Bíperes en Canadá (2024).

La moda usar los localizadores terminó cuando las redes de telefonía móvil y los dispositivos respectivos empezaron a integrar estas funciones. Los teléfonos fijos ofrecieron pronto identificador de llamadas, contador de llamadas perdidas, almacenamiento de contactos y envío de mensajes cortos de texto a otros teléfonos móviles, incluso de distintas empresas operadoras de telecomunicaciones.[cita requerida]
A principios de 2002, el uso de bíperes estaba disminuyendo rápidamente en lugares como América del Norte.
La industria de bíperes de Estados Unidos generó 2100 millones de dólares en ingresos en 2008, cifra menor a los 6200 millones de dólares de 2003. En Canadá, 161500 canadienses pagaron 18.5 millones de dólares por el servicio de bíperes en 2013. Telus, uno de los tres principales operadores de telefonía móvil, anunció el fin de su servicio de buscas canadiense a partir del 31 de marzo de 2015, pero sus rivales Bell, Rogers y PageNet tienen la intención de continuar con el servicio.
En 2017 se pensaba que el Servicio Nacional de Salud (NHS) del Reino Unido utilizaba más del 10 % de los buscas que quedaban en el mundo (130 000), con un coste anual de 6.6 millones de libras. Matt Hancock, entonces secretario de Estado para la Salud y la Asistencia Social, anunció en febrero de 2019 que los 130 000 buscas que todavía estaban en uso serían eliminados gradualmente. En mayo de 2020, la NHSX, agencia pública de implementación tecnológica sanitaria, anunció planes para reemplazar los buscas con «herramientas de comunicación más modernas», acelerados por la presión ejercida sobre el servicio por la pandemia de COVID-19 en Inglaterra. En agosto de 2020, el NHS lanzó un nuevo marco de adquisición para comunicaciones clínicas que tenía como objetivo eliminar gradualmente los buscas para fines de 2021 y reemplazarlos con «herramientas dedicadas a la comunicación clínica y la gestión de tareas» de veinticinco proveedores aprobados.
En Japón, había más de diez millones de bíperes activos en 1996. El 1 de octubre de 2019, el último proveedor japonés de servicios de bíperes interrumpió las señales de radio y dio por finalizado su servicio.
En Rusia, el último proveedor de bíperes cerró en noviembre de 2021.

## Seguridad
Los bíperes tienen ciertas ventajas e inconvenientes en términos de privacidad en comparación con los teléfonos celulares. Dado que un bíper unidireccional es solo un receptor pasivo (no envía información a la estación base), no se puede rastrear su ubicación. Sin embargo, esto también puede ser desventajoso, ya que un mensaje enviado a un dispositivo debe transmitirse desde todos los transmisores de radiobúsqueda en la zona de servicio de bíperes. Por lo tanto, si un dispositivo tiene servicio a nivel nacional, un mensaje enviado a este podría ser interceptado por delincuentes o agencias de seguridad pública en cualquier lugar dentro del área de servicio nacional.
El 17 de septiembre de 2024, Israel presuntamente cometió una serie de ataques masivos contra miembros de Hezbolá en Líbano y Siria, al hacer detonar al mismo tiempo miles de buscapersonas de la marca Gold Apollo utilizados por sus miembros. Las autoridades sanitarias libanesas confirmaron al menos nueve muertos y más de 3000 heridos como consecuencia de las explosiones. El cabecilla de Hezbolá, Hasán Nasralá, había pedido previamente a los miembros del grupo que utilizaran buscapersonas en lugar de teléfonos móviles, alegando que Israel se había infiltrado en su red de comunicaciones.